# Pontos extremos da Estónia

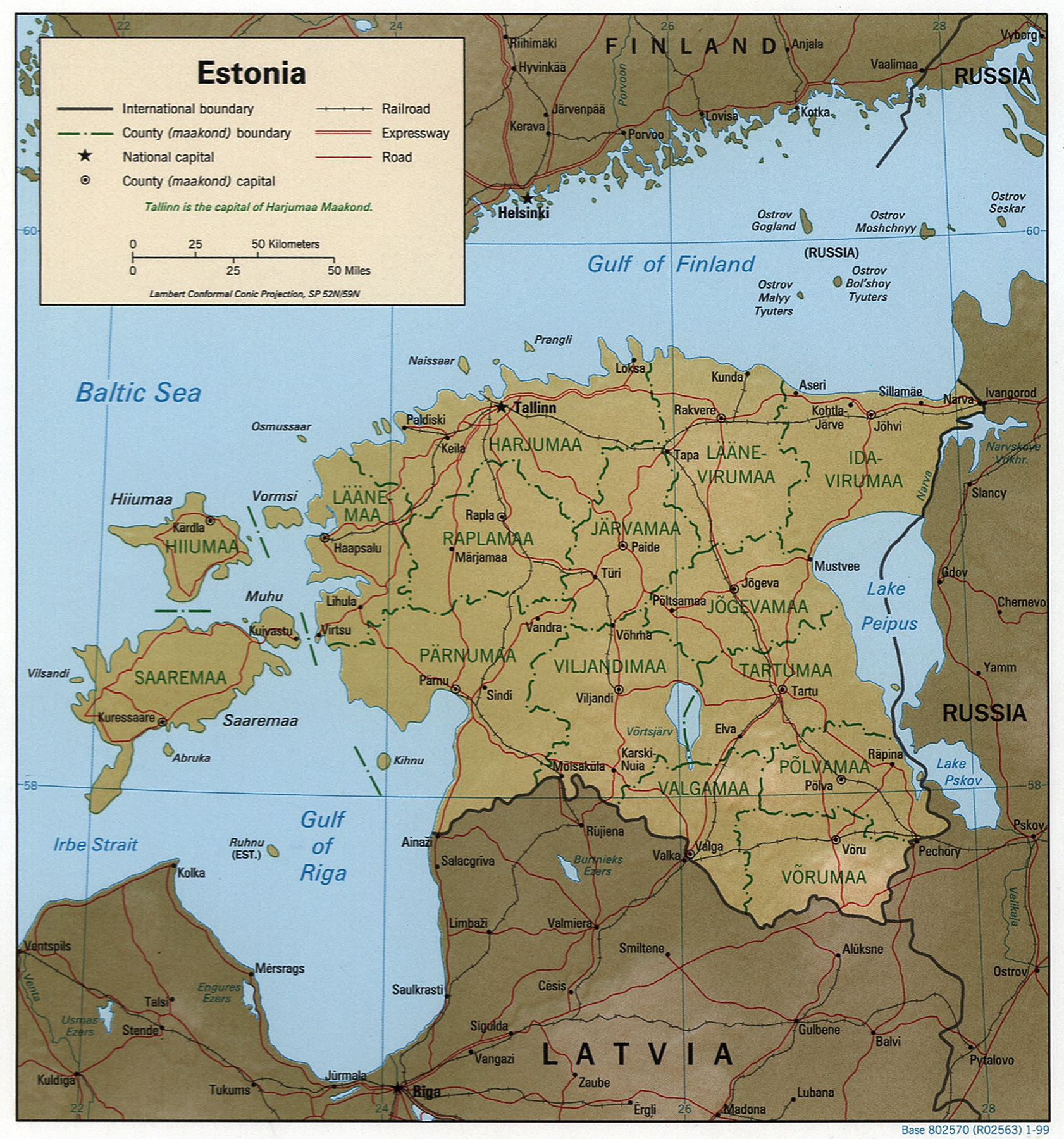
Mapa detalhado da Estónia.

Lista dos pontos extremos da Estónia, com os locais mais a norte, sul, leste e oeste e, também, o ponto mais alto e o mais baixo.

## Estónia
- Ponto mais setentrional: ilha de Vaindloo, Vainupea, Vihula, Lääne-Virumaa (59° 49′ 17″ N, 26° 21′ 31″ L)
- Ponto mais meridional: Karisöödi, Mõniste, Võrumaa (57° 30′ 33″ N, 26° 37′ 00″ L)
- Ponto mais ocidental: ilha de Nootamaa, Atla, Lümanda, Saaremaa (58° 19′ 20″ N, 21° 45′ 51″ L)
- Ponto mais oriental: Narva, Ida-Virumaa (59° 22′ 13″ N, 28° 12′ 36″ L)

## Estónia continental
- Ponto mais setentrional: Cabo Purekkari, Pärispea, Kuusalu, Harjumaa (59° 40′ 31″ N, 25° 41′ 49″ L)
- Ponto mais meridional: Karisöödi, Mõniste, Võrumaa (57° 30′ 33″ N, 26° 37′ 00″ L)
- Ponto mais ocidental: Cabo Ramsi, Einbi, Noarootsi, Läänemaa (59° 01′ 31″ N, 23° 24′ 15″ L)
- Ponto mais oriental: Narva, Ida-Virumaa (59° 22′ 13″ N, 28° 12′ 36″ L)

## Altitude
- Ponto mais alto: Suur Munamägi, Haanja, Võrumaa, 318 m (57° 42′ 52″ N, 27° 03′ 33″ L)
- Ponto mais baixo: Mar Báltico, 0 m